# Симфоническая фантазия для органа с оркестром
Симфоническая фантазия для органа с оркестром (фр. Fantaisie symphonique: pour orgue et orchestre) — произведение Франсуа Жозефа Фети, написанное в 1866 году. Примерная продолжительность звучания — 17 минут.

## Премьера
82-летний композитор, получивший наибольшее признание в качестве педагога и энциклопедиста, сочинил это произведение для торжественного собрания в честь 50-летия воссоздания Королевской академии наук Бельгии, вновь учреждённой декретом короля объединённого Нидерландского королевства Виллема I 7 мая 1816 года. Собрание состоялось 7 мая 1866 года в так называемом Герцогском дворце, служившем для различных публичных мероприятий и спустя десять лет переданном под резиденцию той же Королевской академии. Музыка Фети прозвучала в присутствии короля Леопольда II и королевы Марии Генриетты, между парадной речью президента Академии Шарля Феде и выступлением её непременного секретаря Адольфа Кетле. Грандиозным оркестром, в составе которого были, в частности, 44 скрипки, 16 альтов, 16 виолончелей и 14 контрабасов, дирижировал автор. Партию органа исполнял крупнейший органист Бельгии Николя Лемменс. Концерт также стал инаугурационным для нового большого органа, изготовленного известным мастером Йозефом Мерклином (официальная приёмка нового инструмента комиссией состоялась только через 12 дней).
Официальный отчёт Бюллетеня Королевской академии наук и искусств охарактеризовал исполненное сочинение как «полное молодости, жизни и большого стиля», а игру оркестра — как отличавшуюся «точностью, мощью и обаянием, которых это произведение заслуживало». Развёрнутую рецензию Адольфа Самуэля напечатал журнал Le guide musical.

## Характер музыки
Сам Фети писал, что сочинение для органа с оркестром было в его понимании своеобразным соревнованием двух оркестров, из которого, по его мнению, оба вышли победителями. Нынешняя критика отмечает, что Фантазия представляет собой «хороший образец его тщательно сделанной, хотя временами и эклектичной музыки», причём «первая часть в целом следует стандарту симфонического allegro, за нею идёт песенного характера аndante con variazioni», а венчает дело «грандиозный финал со звучными охотничьими рогами и бурными органными аккордами».

## Судьба произведения
Симфоническая фантазия считается одним из высших достижений Фети-композитора. Её исполнение, в частности, увенчало в 1884 году торжества в честь его столетия (солировал Альфонс Майи). Специалисты отмечают, что произведение Фети следует считать предшественником масштабной Концертной симфонии для органа с оркестром Жозефа Йонгена. В новейшее время Симфоническую фантазию записали органисты Франц Хаук (с Ингольштадтским филармоническим оркестром) и Анн Фруадебиз (с Симфоническим оркестром Радио и телевидения французского сообщества Бельгии).